# Jamie Collins
Jamie Collins Sr. (* 20. Oktober 1989 in McCall Creek, Mississippi) ist ein ehemaliger US-amerikanischer American-Football-Spieler auf der Position des Linebackers in der National Football League (NFL). Er konnte mit den New England Patriots den Super Bowl XLIX gewinnen und spielte anschließend von 2016 bis 2018 für die Cleveland Browns. Nach einer weiteren Spielzeit bei den New England Patriots wechselte er 2020 zu den Detroit Lions und kehrte 2021 erneut zu den Patriots zurück.

## College
Collins, der schon früh sportliches Talent erkennen ließ und in der Highschool auch dem Leichtathletik-Team angehörte, besuchte die University of Southern Mississippi und spielte für deren Mannschaft, die Golden Eagles, als Defensive Back College Football, wobei er insgesamt 314 Tackles setzen und 21,0 Sacks erzielen konnte. Darüber hinaus gelangen ihm drei Interceptions sowie drei Touchdowns.

## NFL

### New England Patriots
Beim NFL Draft 2013 wurde er in der zweiten Runde als insgesamt 52. von den New England Patriots ausgesucht. Zunächst vor allem Special Teamer, kam er im Laufe seiner Rookie-Saison zunehmend auch in der Defense zum Einsatz, nachdem Jerod Mayo verletzungsbedingt ausfiel sogar als Starter. 2014 wurde er zu einer wichtigen Stütze seines Teams, so lief er im Super Bowl XLIX, den die Patriots gegen die Seattle Seahawks gewinnen konnten, bei jedem Spielzug der Defense auf. 2015 wurde Collins, obwohl er vier Partien krankheitsbedingt passen musste, in den Pro Bowl berufen.

### Cleveland Browns
Nach sieben Spielen der Saison 2016 wurde er im Tausch gegen einen Drittrundenpick im Draft 2017 an die Cleveland Browns abgegeben. Im Januar 2017 unterschrieb er bei den Browns einen Vierjahresvertrag in der Höhe von 50 Millionen US-Dollar. Um Spielraum in der Salary Cap zu gewinnen, entließen die Browns Collins trotz überzeugender Leistungen in der Saison 2018, in der er die Defense der Browns mit 104 Tackles anführte, im März 2019.

### New England Patriots
Am 16. Mai 2019 kehrte er zu den New England Patriots zurück.

### Detroit Lions
Im März 2020 unterschrieb Collins bei den Detroit Lions einen Dreijahresvertrag in der Höhe von 30 Millionen US-Dollar. Nach dem dritten Spieltag der Saison 2021 entließen die Lions Collins, nachdem sie zuvor erfolglos versucht hatten, ihn zu traden.

### New England Patriots
Am 6. Oktober 2021 unterschrieb Collins zum dritten Mal bei den New England Patriots. Er kam 2021 in zehn Spielen und 2022 in drei Spielen für die Patriots zum Einsatz. Am 6. Oktober 2023 gab Collins sein Karriereende bekannt.